# Ichneumon haruspex
Ichneumon haruspex är en stekelart som beskrevs av Müller 1776. Ichneumon haruspex ingår i släktet Ichneumon och familjen brokparasitsteklar. Inga underarter finns listade i Catalogue of Life.